# پیش‌لکه‌دارواران
پیش‌لکه‌دارواران (نام علمی: Proctotrupoidea) نام یک بالاخانواده از section زنبور انگل است.